# Hermann Baumgarten
Karl August Ludvig Hermann Baumgarten, född 28 april 1825 i Wolfenbüttel, död 19 juni 1893 i Strassburg, var en tysk historiker, far till Otto Baumgarten.
Baumgarten blev professor i historia och litteratur vid Polytechnikum i Karlsruhe 1861 och vid universitetet i Strassburg 1872. Från sistnämnda befattning tog han avsked 1889 för att ägna sig åt fullbordandet av sitt förnämsta vetenskapliga arbete, Geschichte Karls V. (tre band, 1885–92), där han utnyttjat det då ännu föga beaktade spanska riksarkivet.

## Övriga skrifter i urval
- Geschichte Spaniens vom Ausbruch der französischen Revolution bis auf unsere Tage (tre band, 1865–71)
- Vor der Bartholomäusnacht (1882)
- Karl V. und die deutsche Reformation (1889)
- Historische und politische Aufsätze und Reden (1894, utgiven av Conrad Varrentrapp, med biografisk inledning av Erich Marcks)